# Isabel de Brunswick-Wolfenbüttel
Isabel de Brunswick-Wolfenbüttel (en alemán, Elisabeth von Braunschweig-Wolfenbüttel; Wolfenbüttel, 23 de junio de 1593-Altemburgo, 25 de marzo de 1650) fue una princesa de Brunswick-Wolfenbüttel, y por matrimonio duquesa de Sajonia-Altemburgo.

## Biografía
Isabel nació en Wolfenbüttel, siendo la hija del duque Enrique Julio de Brunswick-Wolfenbüttel (1564-1613) de su segundo matrimonio con Isabel (1573-1625), la hija mayor del rey Federico II de Dinamarca.
Isabel contrajo matrimonio primero el 1 de enero de 1612 en Dresde, con el príncipe Augusto de Sajonia (1589-1615), el administrador de la diócesis de Naumburgo. Augusto repentinamente murió a la edad de 26 años, después de solo tres años de matrimonio.
El segundo marido de Isabel fue Juan Felipe de Sajonia-Altemburgo (1597-1639). Se casaron el 25 de octubre de 1618 en Altemburgo.
Isabel murió el 25 de marzo de 1650 en Altemburgo y fue enterrada en la Iglesia de los Hermanos en Altemburgo, a quien había hecho una donación.  El lema de la duquesa, quien era tanto de la rama Albertina como de la rama Ernestina de la Casa de Wettin, era: Todo mi deleite está en Dios. Existe un ducado ovalado de oro, que representa a Isabel, mostrando su efigie en el anverso y una "E" (de Elisabeth) coronada en el reverso. Isabel fue un miembro de la Sociedad Virtuosa bajo el nombre de la Piadosa.

## Descendencia
De su segundo matrimonio, Isabel tuvo una hija:
- Isabel Sofía (1619-1680), desposó en 1636 al duque Ernesto I de Sajonia-Gotha (1601-1675).